# Édouard Kutter (1887-1978)
Pour les articles homonymes, voir Kutter.
Édouard Frédéric Henri Kutter, né le 8 mai 1887 à Luxembourg – mort le 3 novembre 1978 dans la même ville, est un photographe luxembourgeois.

## Biographie
Kutter a fait ses études en Allemagne et en Autriche et a ouvert en 1918 son atelier photographique dans la ville de Luxembourg. Spécialisé dans l'art du portrait, art dans lequel il excellait, il devint le photographe de la Cour grand-ducale.
Édouard Kutter était le frère du peintre luxembourgeois Joseph Kutter et le père d’Édouard Kutter, également photographe.

## Collections
La Photothèque de la Ville de Luxembourg a archivé son œuvre.

## Référence
1. ↑  Livres hebdo: Issues 353-355 1999 "Les Kutter - En l'espace de trois générations, pas moins de quatre photographes d'une seule famille ont accompagné la vie sociale et culturelle du Grand Duché."

- (lb) Cet article est partiellement ou en totalité issu de l’article de Wikipédia en luxembourgeois intitulé « Édouard Kutter (1887) » (voir la liste des auteurs).